# Артеменко Григорій Михайлович
Григо́рій Миха́йлович Арте́менко (нар. 2 серпня 1936, с. Українка, нині Кіровоградської області) — український актор, режисер, Народний артист України (2007).

## Життєпис
1960 року — закінчив акторський факультет Київського національного університету театру, кіно і телебачення імені Івана Карпенка-Карого (курс Леоніда Олійника).
Від 1964 — актор, режисер, а згодом і художній керівник Житомирського українського музично-драматичного театру ім. І. Кочерги.
1981 — закінчив режисерський факультет Київського національного університету театру, кіно і телебачення імені Івана Карпенка-Карого.

## Ролі
- Котовський («На світанку» О. Сандлера)
- Васьков («А зорі тут тихі» за Б. Васильєвим)
- Голохвастов («За двома зайцями» М. Старицького)
- Король Лір (однойменна п'єса В. Шекспіра)
- Таран («Фараони» О. Коломійця)
- Рудий («Марко в пеклі» І. Кочерги)
- Марко («Вампір» А. Страшимирова)

## Вистави
Житомирський муздрамтеатр
- 1981 — «Українські водевілі» А. Велісовського, М. Кропивницького, М. Старицького
- 1981 — «Солодка ягода» Є. Птичкіна
- 1983 — «Ділок» О. Толстого
- 1985 — «Маленький сажотрус» Б. Бріттена
- 1988 — «Сватання на Гончарівці» Г. Квітки-Основ'яненка
- 1992 — «Ясновидиця» Г. Квітки-Основ'яненка
- 1995 — «Шестеро жінок в одного на шиї» К. Маньє
- 1996 — «Лаура і Жак» Г. Ару
- 1997 — «Жертва» М. Фратті
- 1998 — «Чортяка з дискотеки» за мотивами казки В. Гольфельда «Добре слово»
- 2005 — «Втеча від реальності» Тетяни Іващенко
- 2006 — «Замовляю любов» Тетяни Іващенко
- 2009 — «Хочу зніматися в кіно» за п'єсою Нійла Саймонова
- 2018 — «Фараони» О. Коломійця
- 2019 — «За двома зайцями» М. Старицького

Народний «Театр на Новому Бульварі»
- 2019 — «Бурштинове намисто» Василя Врублевського
- 2019 — «Дивна місіс Севідж» Джона Патріка